# Norma (opera)
Norma – dwuaktowa opera tragiczna, z tekstem Felice Romaniego i muzyką Vincenza Belliniego. Rola tytułowa jest jedną z najtrudniejszych partii sopranowych w całym repertuarze operowym. Jedną z najsłynniejszych wykonawczyń była Maria Callas, której interpretacje uwiecznione w nagraniach (w tym dwóch studyjnych: z roku 1954 i z roku 1960, w którym partnerował jej Franco Corelli pod batutą Tullio Serafina) uchodzą za niedoścignione. Sam utwór stanowi sztandarową pozycję nie tylko stylu bel canto, ale też opery jako gatunku, zaś cavatina Normy z pierwszego aktu – Casta Diva jest jedną z najsłynniejszych arii włoskich.

## Osoby
- Pollio (Pollione), rzymski prokonsul w Galii – tenor;
- Orowist (Oroveso), arcykapłan, druid – bas;
- Norma, arcykapłanka, córka Orowista – sopran;
- Adalgiza (Adalgisa), kapłanka – sopran;
- Klotylda (Clotilde), powierniczka Normy – mezzosopran;
- Flawiusz (Flavio), Rzymianin, przyjaciel Polliona – tenor;
- dwaj synowie Normy i Polliona, druidzi, kapłani, wojownicy galijscy oraz rzymscy.

## Treść
Czas i miejsce akcji: Galia, I wiek naszej ery.

### Akt I
Odsłona 1. Druidzi pod przewodnictwem Orowista zbierają się w świętym gaju i czekają na znak Normy do walki z okupującymi Galię Rzymianami. Z ukrycia przysłuchują się temu Pollio i Flawiusz. Pollio opowiada przyjacielowi o uczuciu do Adalgizy i o wygaśnięciu miłości do Normy. W świętym miejscu pojawia się Norma, mówi współplemieńcom, że Rzym jest skazany na zagładę i wstrzymuje Gallów przed powstaniem. Arcykapłanka przewodniczy obrzędowi złożenia bogini Irminsul w ofierze jemioły ściętej ze świętego drzewa. Zgromadzeni rozchodzą się, a na scenie pojawia się Adalgiza. Pollio chce ją namówić do wyjazdu z nim do Rzymu i małżeństwa. Adalgiza początkowo opiera się, jest przecież Galijką i kapłanką, ale w końcu zgadza się na ucieczkę.
Odsłona 2. W swoim sekretnym domu, gdzie wychowuje synów, Norma zwierza się Klotyldzie, że Pollio nie zabierze jej ze sobą do Rzymu. Przychodzi Adalgiza i zwierza się Normie ze swojej grzesznej miłości, nie mówi jednak kogo kocha. Norma, słysząc opowiadanie Adalgizy o tym, jak narodziło się jej uczucie, wspomina własne przeżycia sprzed lat. Młoda kapłanka zdradza, że jej ukochany jest Rzymianinem, a kiedy zjawia się Pollio, nieświadoma związku między nim a Normą, wyjawia, że to on jest obiektem jej uczuć. Norma w furii grozi kochankowi, ten chce zabrać ze sobą Adalgizę, która jednak nie chce z nim odejść.

### Akt II
Odsłona 1: Norma jest gotowa zabić swoich synów, ale w ostatniej chwili odrzuca sztylet. Przywołuje Adalgizę i prosi ją o opiekę nad synami w przypadku, gdyby umarła, jednak Adalgiza chce innego rozwiązania: odrzuca uczucia i obiecuje namówić Polliona do powrotu do Normy. Dwie ofiary miłości do Polliona przysięgają sobie wieczną przyjaźń.
Odsłona 2. Orowist i wojownicy galijscy czekają na znak od bogów do uderzenia na Rzymian. Jednak Norma wciąż wstrzymuje się przed wezwaniem do powstania.
Odsłona 3. Norma dowiaduje się o niepowodzeniu starań Adalgizy, którą Pollio chce porwać. Kapłanka, pragnąc zemsty, daje znak do ataku na Rzymian uderzając w spiżowy gong. W tej samej chwili straże wprowadzają pojmanego w świątyni Polliona. Norma każe wszystkim zostawić się samą ze świętokradcą, by go przesłuchać. Obiecuje Pollionowi darowanie życia w zamian za wyrzeknięcie się Adalgizy, lecz prokonsul odmawia, na co Norma oświadcza, że Adalgiza zginie za swoją zdradę. Wezwawszy Gallów Norma każe wznieść stos i ujawnia, że jedna z kapłanek zdradziła ojczyznę i bogów. Pollio spodziewa się, że padnie imię Adalgizy, jednak Norma wyznaje prawdę, wydając tym samym wyrok na siebie. Zwracając się do Polliona zapowiada, że spłonie razem z nim na stosie, a ich prochy na zawsze pozostaną złączone w ziemi. Pollio, uświadomiwszy sobie wielkość kobiety, którą stracił i wstrząśnięty jej poświęceniem, decyduje się na śmierć razem z nią. Norma uświadamia sobie, że ofiarą jej grzechu padną synowie, błaga więc ojca, by się nad nimi zlitował, on zaś wzruszony ulega. Kochankowie wstępują na stos i giną w płomieniach.

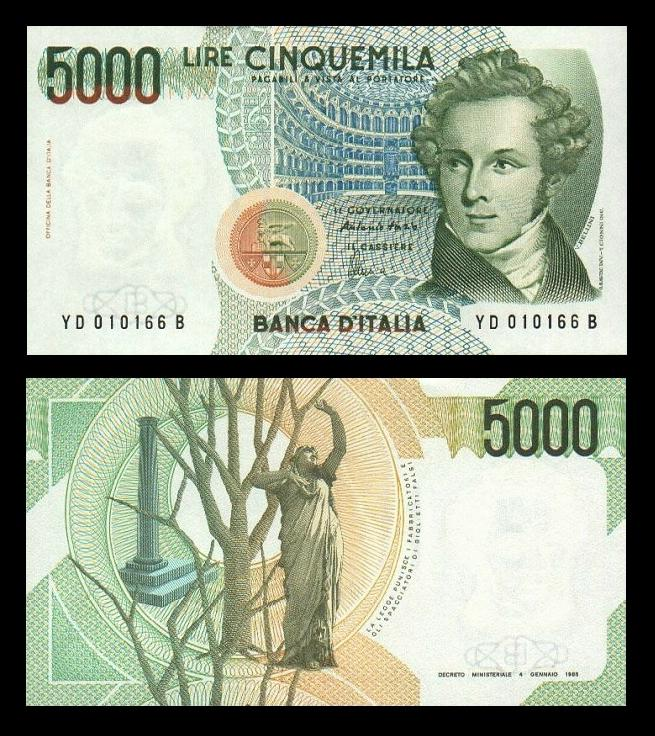
5000 lirów włoskich – na jednej stronie przedstawiony Vincenzo Bellini, z drugiej (poniżej) – ilustracja do Normy

## Historia utworu
Światowa prapremiera odbyła się 26 grudnia 1831 roku w Mediolanie na deskach La Scali. Zaangażowano najsłynniejszych śpiewaków owych czasów (w roli Normy Giuditta Pasta, Adalgizy – Giulia Grisi). Opera, mimo fiaska prapremiery, szybko odniosła wielki sukces. W Polsce opera miała swoją premierę w Warszawie w 1843 roku. Norma, jako jedna z nielicznych oper Belliniego, była nieprzerwanie obecna w repertuarze światowym od czasu prawykonania. Partię tytułową wykonywały najwybitniejsze soprany XIX i XX w., m.in. Maria Malibran, Rosa Raisa, Claudia Muzio, Rosa Ponselle, Gina Cigna, Maria Callas, Anita Cerquetti, Joan Sutherland, Montserrat Caballé, Renata Scotto, Beverly Sills. Współcześnie mają Normę w repertuarze m.in. Edita Gruberová, Anna Netrebko, Sumi Jo, Angela Gheorghiu, Hasmik Papian, Barbara Kubiak. Normę podziwiał słynny malarz francuski, Eugene Delacroix (swoje wrażenia po jednym ze spektakli opisał w swoich dziennikach).